# (29144) 1988 FB
1988 أف بي (ويعرف أيضًا باسم (29144) 1988 أف بي وفق تسمية الكوكب الصغير) (بالإنجليزية: 1988 FB)‏ هو كويكب ضمن حزام الكويكبات؛ وترتيبه 29144 من حيث الاكتشاف.
اكتُشف هذا الجُرم الفلكي بواسطة Kazuro Watanabe ‏ في 16 مارس 1988.

## وصلات خارجية
- (29144) 1988 FB في قاعدة بيانات مختبر الدفع النفاث لأجرام النظام الشمسي الصغيرة

- الاكتشاف · مخطط المدار ·  العناصر المدارية · المعلمات المادية

- (29144) 1988 FB على موقع ويكي سكاي: DSS2, SDSS, GALEX, IRAS, Hydrogen α, X-Ray, Astrophoto, Sky Map, Articles and images